# Calomacraspis concinna
Calomacraspis concinna är en skalbaggsart som beskrevs av Blanchard 1851. Calomacraspis concinna ingår i släktet Calomacraspis och familjen Rutelidae. Inga underarter finns listade.